# Distretto di Santiago de Quirahuara
Il distretto di Santiago de Quirahuara è uno dei sedici distretti della provincia di Huaytará, in Perù. Si trova nella regione di Huancavelica e si estende su una superficie di 169.32 chilometri quadrati.